# Limbonic Art
Limbonic Art – zespół muzyczny pochodzący z Norwegii, grający symfoniczny black metal w latach 1993–2003. 6 czerwca 2006 roku (06.06.06) zespół ogłosił reaktywację, a w 2007 roku wydał kolejny album pt. Legacy of Evil.

## Życiorys
Zespół założony w 1993 roku w Sandefjord w Norwegii, tworzył muzykę będącą połączeniem black metalu, klasycznej symfonii oraz dark ambientu. Początkowo składał się z czterech osób, jednak szybko uległ rozpadowi. Nowy skład uformował się niedługo po tym, jak Daemon (jedyny członek poprzedniego składu) zwerbował do zespołu Morfeusa.
W 1996 roku zespół podpisał kontrakt z norweską, niezależną wytwórnią płytową Nocturnal Art Productions i w tym samym roku wydał swój debiutancki album Moon in the Scorpio. Zespół zostaje uznany za jeden z najlepszych i najbardziej obiecujących nowych zespołów na norweskiej scenie.
Drugi album muzyków, wydany w 1997 roku In Abhorrence Dementia kontynuował drogę muzyczną obraną na debiucie, muzyka stała się bardziej dojrzała i agresywna oraz znacznie poprawiła się jakość produkcji. W 1998 roku zespół ponownie nagrał utwory ze swych taśm demo i wydał je na płycie Epitome of Illusions.
W 1999 roku ukazał się trzeci album zespołu: Ad Noctum Dynasty of Death, który zaskoczył fanów i krytyków muzycznych agresją i surowością. Symfoniczne aranżacje klawiszowe zeszły na dalszy plan, ustępując miejsca gitarowym riffom, tremolom czy nawet solówkom. Zespół jednak nie zatracił charakterystycznego dla niego klimatu.
W 2000 roku wytwórnia Nocturnal Art Productions postanawia wydać limitowaną kompilację wszystkich czterech dotychczas nagranych albumów (Volume I-IV) wzbogaconą kilkoma utworami dotychczas niepublikowanymi.
Po dłuższej przerwie, w 2002 roku, zespół wydał czwartą i zarazem ostatnią w swej karierze płytę The Ultimate Death Worship. W 2003 zespół Limbonic Art został rozwiązany, członkowie zespołu poinformowali fanów, że osiągnęli do tej pory już tyle, ile potrafili oraz że nie czują się zainspirowani na tyle, by stworzyć nowy album.
W 2006 roku Morfeus i Daemon reaktywowali jednak zespół, a w 2007 wydana została płyta Legacy of Evil.
Zespół przez prawie całą swoją działalność używał automatu perkusyjnego.

## Muzycy
Obecny skład zespołu
- Vidar "Daemon" Jensen - śpiew, gitara, gitara basowa, keyboard, programowanie (1993–2003, od 2006)

Byli członkowie zespołu
- Krister "Morfeus" Dreyer - gitara, śpiew, keyboard, programowanie, sample (1993–2003, 2006–2010)
- Per Eriksen - perkusja (1995-1996)

## Dyskografia
| - Moon in the Scorpio (1996) - In Abhorrence Dementia (1997) - Epitome of Illusions (1998) - Ad Noctum Dynasty of Death (1999) - The Ultimate Death Worship (2002) - Legacy of Evil (2007) - Phantasmagoria (2010) - Spectre Abysm (2017) | - Promo Rehearsal'95 (1995) - Promo 1996 (1996) - Chronicles of Limbo (2000) - Volume I-IV (2001) - Originators of Northern Darkness - A Tribute to Mayhem (2001) - Spectre Abysm (2017) |